# Famille de Damas
Pour les articles homonymes, voir Damas (homonymie).
La famille de Damas (d'abord appelée Dalmace ou Dalmas) est une famille subsistante de la noblesse française, d'extraction chevaleresque, originaire du Forez et répandue en Bourgogne, Nivernais, et Bresse.
Elle se divise en deux grandes lignées dont les relations de parenté très probables n'ont pu être établies avec certitude : la lignée des Damas, barons de Cousan (ou Couzan), qui doit avoir pour origine Geoffroy II de Semur, et celle qui descend de Robert Damas, seigneur de Vandenesse et de Coulanges. Elle a donné trois branches : Marcilly, Antigny, et Cormaillon, dont le point de jonction reste également inconnu, et qui formèrent chacune plusieurs rameaux. Seule subsiste la lignée de Cormaillon, devenue Damas d'Anlezy dont la filiation prouvée remonte à 1315.

## Origine
Plusieurs généalogistes ont avancé sans preuves que la famille de Damas descendait des anciens sires de Beaujeu. La plupart des auteurs, d'accord avec le rapport officiel de Chérin, lui attribuent pour premier auteur connu Elziran ou Elzéar Damas qui était en 1063 seigneur de Cousan, en Forez.
Régis Valette mentionne une filiation noble prouvée remontant à 1315.

## Arbre des branches de la famille de Damas
D'après le tableau généalogique contenu dans le Grand Armorial de France (1935) :
 
« La famille de Damas aurait donné Elziran Damas, vivant en 1063. Robert Damas, chevalier, se croisa en 1106, ses armes figurent à la Salle des Croisades du Palais de Versailles, sa descendance se serait divisée en deux branches représentées au XIIIe siècle l'une par Guy, l'autre par Jacques Damas, seigneur de Chanvigny »}.
- Branche aînée : Guy Damas, chevalier, seigneur  de Cousan, vicomte de Chalon, trouvé en 1247, épousa Dauphine de Lavieu, dame de Saint-Bonnet.

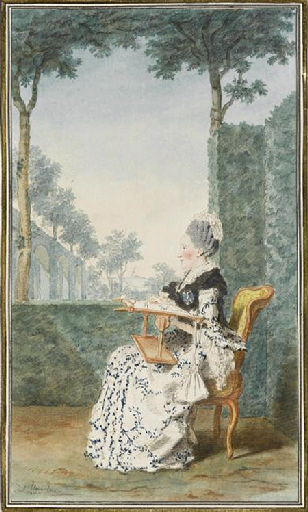
Portrait de Marie-Rossoline d'Arcy de La Varenne épouse de Claude-Mathieu de Damas par Carmontelle.

  - Branche des seigneurs de Marcilly: le premier membre est Robert Damas (fils de Gui Damas, seigneur de Cousan) décédé en 1301. Cette branche était seigneurs de Marcilly (en Chalonnais), vicomte de Chalon-sur-Saône.
    - Branche des seigneurs, comtes et marquis de Thianges et comtes de Chalencey : branche créée par Léonard Damas, second fils de Georges Damas de Marcilly et Jeanne de Rochechouart (dame d'Ivoy et La Malvoisine, fille de François de Rochechouart > branche de Chandeniers), qui partage le 4 octobre 1560 la succession de son père avec son frère Claude. La possession de Thianges par les Damas de Marcilly remonte au mariage en 1472 de Jean de Damas (1462-1488) avec Anne de Digoine de Thianges (cf. Digoine). La branche s'éteint en 1728, avec substitution à ses cousins d'Anlezy.
    - Branche des seigneurs d'Anlezy : branche issue de la branche de Marcilly, dont le premier membre est Jean II Damas (second fils d'Érard Damas, chevalier, seigneur de Marcilly, Montigny, Crux, Vicomte de Chalon, chambellan du roi, lieutenant-général pour le roi en Mâconnais et Auxerrois, marié en 1430 à Isabeau d'Avenières, dame d'Anlezy.
      - Branche des seigneurs de Crux : le premier membre est François Damas dit le Vicomte d'Anlezy (second fils de Paul Damas Comte d'Anlezy) marié en 1648 avec Louise de Pracomtal. La seigneurie de Crux échoit en 1362 dans la famille de Damas par le mariage d'Hugues de Damas, seigneur de Marcilly, avec Philiberte de Crux. Cette branche s'éteint en 1846 avec Étienne-Charles de Damas-Crux, duc de Damas-Crux en 1816.

- Branche des seigneurs de la Bastie et de Vertpré : Le premier membre est Jean Damas, écuyer, seigneur de la Bastie et de Verpré qui épouse en  1428 Jeanne de Nagu de Varenne. Le dernier Damas seigneur de Vertpré est le comte Gilbert de Damas (~1660-1733), seigneur de Bernage (Barnay) et Vanoise, maréchal de camp, chevalier de l'Ordre de Saint-Louis, mort sans alliance. Les membres de cette branche sont également seigneurs de Dompierre et de Tramayes à partir des années 1660. Les seigneurs de Dompierre continuent cette branche familiale jusqu'à Claude-Mathieu, marquis de Damas, seigneur de Dompierre et d'Audour, fils de Jean-Léonor Damas et Claude Barthelot de Rambuteau, marié le 21 juillet 1749 à Marie-Rossoline d'Arcy de La Varenne et mort sans descendance masculine.
  - Branche des seigneurs du Rousset : le premier membre est Georges de Damas (fils de François de Damas, seigneur de la Bastie et de Melchione de Nagu), marié en 1616 avec Anne Andrault de Langeron. De cette branche fait également partie François-Paul de Damas (né en 1736), seigneur du Rousset, puis capitaine au régiment de Beauce. Le château du Rousset se trouve dans la commune de Margerie-Chantagret[5].
  - Branche des seigneurs de Colombet et du Breuil : le premier membre est François Damas, de la branche des seigneurs de La Bâtie (ou La Bastie), seigneur du Colombet/de Colombette et du Breuil (fils de François de Damas, seigneur de la Bastie et de Melchione de Nagu), marié en 1615 avec Anne Gaspard, dame du Breuil, veuve de Jean Damas d'Estieuge), et inhumé en l'église paroissiale de Monthieux en la sépulture des seigneurs du Breuil.
    - Branche des marquis d'Antigny et comtes de Ruffey : son premier membre est Claude II (de) Damas, seigneur du Breuil et du Buisson, marquis d'Antigny en 1654, gouverneur des Dombes, époux en 1651 de l'héritière Claude-Alexandrine de Vienne d'Antigny. Au XVIIe siècle, les Damas d'Antigny acquirent le château de Pravins à Blacé et celui du Breuil à Monthieux ; leur résidence principale était à Trévoux. En 1774, ils firent construire par Mathurin Cherpitel l'hôtel de Damas d'Antigny, à Paris (actuelle ambassade de Corée du Sud, 125 rue de Grenelle)[6]. Marie-Judith de Vienne-Commarin (1699-1780), marquise de Damas d’Antigny par son mariage avec son cousin Joseph-François (de) Damas (1699-1736 ; marquis d'Antigny, petit-fils de Claude Damas du Breuil et Claude-Alexandrine de Vienne d'Antigny), rénova son château de Commarin. Leur fille, Alexandrine de Damas d'Antigny, épousa Charles-Daniel de Talleyrand-Périgord, et fut la mère de Talleyrand. Charles-César de Damas d'Antigny participa à la fuite de Louis XVI en 1791, le roi lui conféra le titre de duc à titre personnel en 1825.
- Branche des seigneurs de Cormaillon: le premier membre est Jacques Damas (trouvé en 1296), chevalier, seigneur de Chanvigny dans la paroisse de Saint-Bonnet de Vieillevigne, en Charolais, dont il fournit un dénombrement le 30 mai 1315. Maxence de Damas, ministre de la Guerre et des Affaires Étrangères, pair de France appartient à  cette branche  qui est la seule subsistante.

## Branches
Ligne de Couzan (ou Cousan) (éteinte en 1423)
L'origine de la maison de Damas, seigneurs de Cousan, a été discutée. Le général de Chazeille a rappelé dans le Bulletin de la Diana de 1990, no 6, quatre études généalogiques, celles de Louis Lainé, de Marcel Canat de Chizy, du chanoine Maurice Chaune reprise par Édouard Parroy, et de Jean Richard.
Selon Louis Lainé, cette branche a pour origine Dalmas, troisième fils de Guichard II de Beaujeu, qui a hérité de son père plusieurs terres que la maison de Beaujeu possédait en Forez, en Auvergne, dans le Charolais et le diocèse de Mâcon. Le principal fief était la seigneurie de Cousan, première baronnie du Forez. Son frère aîné, Humbert Ier de Beaujeu a conservé certains droits sur le château de Cousan. Ce partage a été fait vers 1060. Édouard Perroy, reprenant les études du chanoine Chaume, donne pour fondateur de la maison de Damas de Couzan, Hugues Damas, fils cadet de Geoffroy II de Semur (1025 - 1090) et neveu de saint Hugues.
Comme le note les différents auteurs cités ci-dessus, les origines des Damas, seigneurs de Cousan, est difficile à établir car l'interprétation des premières chartes où ils sont cités sont imprécises quant à leur filiation. Hugues Damas ou Dalmace est cité comme seigneur de Cousan dans un plaid tenu en 1110 au château de Couzan trouvé dans les archives de l'abbaye de Savigny concernant les droits sur les églises de Randan et de Feurs. Certains témoins cités dans ces chartes portent le nom de Cousan sans que cela signifie qu'ils en soient les seigneurs comme le rapportent des généalogistes. Marcel Canat de Chizy fait des Damas seigneurs de Cousan les héritiers de Jeanne Liéras. Samuel Guichenon, dans son manuscrit sur l’Histoire de la Souverainété de Dombes fait d'Elziran Damas la souche des Damas de Cousan. Un Elziran Damas, ou Elzéar Damas, est le témoin d'une charte donnée par Almodis, comtesse de Rodez et de Nîmes, à l'abbaye de Cluny de 1066 et serait l'arrière-grand-père d'Hugues Dalmace (ou Damas) cité en 1110, seigneur du château de Couzan d'après Marcel Canat. La charte, reproduite par Claude Devic et Joseph Vaissète dans Histoire générale de Languedoc, montre qu'elle ne permet pas de justifier cette filiation. La seigneurie de Cousan a été l'objet d'affrontements entre les sires de Beaujeu et le comtes de Forez, en 1188-1192 et 1222. Le chanoine Chaume fait remonter les Damas à Damas de Centarben. Jean Richard admet qu'il y a deux familles de Damas, une issue des Centarben, seigneurs de Collange, avec Robert et Hugues Damas, et l'autre ayant été les Damas de Cousan issus des seigneurs de Semur. Les chartes semblent montrer que ces deux familles avaient des liens de parenté difficiles à préciser. Le général de Chizelle a présenté un arbre généalogique montrant comment les Damas de Cousan descendant de la famille de Semur est apparentée aux Damas de Collange descendant des Centarben. Le choix des Damas de Cousan issus des Semur est renforcé par le fait que Geoffroy II de Semur avait possédé le prieuré de Sail-sous-Couzan et qu'Hugues Damas avait des propriétés en Brionnais. La lignée n'est assurée qu'à partir de Hugues II (ou Ier suivant les auteurs) Dalmace (Dalmas ou Damas).
Renaud II Damas, chevalier, seigneur de Cousan et Lugny, trouvé en 1263, qui épousa Beatrix de Montaigny. Elle s'est éteinte en 1423 avec Guy V de Damas, seigneur de Couzan, . Sa sœur, Alix de Damas, héritière de sa branche en 1424, porta par mariage en 1428 la terre de Couzan dans la maison de Levis, souche des Lévis-Couzan,.
Ligne de Marcilly (éteinte en 1846)
L'origine de cette branche remonte à Hugues de Damas qui, selon Samuel Guichenon, épousa en 1208 Jeanne de Bourgogne, dame de Marcilly, fille et unique héritière du vicomte Robert III de Chalon,.
Selon Henri Jougla de Morenas, la filiation de cette ligne est prouvée depuis Guy Ier Dalmas, chevalier, baron de Couzan, seigneur de Marcilly, vicomte de Chalon, trouvé en 1247, mort avant 1260 et marié à Dauphine de Lavieu. Elle s'éteignit en 1813, et en 1846 pour la branche de Damas-Crux. D'après Louis Lainé, la branche de Marcigny commence avec Robert Dalmas, fils puiné de Guy Ier de Dalmas, sire de Cousan, marié à Dauphine de Lavieu (1215-1287), dame de Saint-Bonnet et Miribel en Forez, frère de Renaud II Dalmas, qui a reçu du partage des terres de sa maison, les terres de Marcilly, de Monestay en Bourbonnais, de Saint-Bonnet et de la majeure partie de la vicomté de Chalon. Il a donné une charte de franchise aux habitants de Marcilly en 1266.
Ligne ducale de Crux (éteinte en 1846)
La branche de Damas-Crux, fut titrée duc-pair héréditaire de Damas-Crux, par lettres patentes de 1816.
En reprenant les généalogies données par Jean Richard et le général de Chizelle pour les premiers Damas, seigneurs de Cousan :
- Geoffroy II (III) de Semur, seigneur de Semur-en-Brionnais, frère de saint Hugues, fils de Dalmace Ier de Semur
  - Hugues Ier Dalmace, troisième fils du précédent et d'Aélis de Guines ou de Nevers, seigneur de Cousan, Dyo et Lugny en Charolais et Champceau en Brionnais, marié à Laurence
    - Hugues II (Ier) Dalmace, marié avec Béatrice, fille et héritière de Robert III, vicomte de Chalon-sur-Saône, il vivait en 1180,
      - Hugues III (II) Dalmace, mentionné en 1192
        - Renaud II (Ier) Dalmace, seigneur de Cousan. C'est à cette époque qu'Humbert de Beaujeu a prétendu avoir des droits sur le château de Couzan. Dans un acte de décembre 1229, Humbert de Beaujeu reconnaît que le comte de Forez est seigneur féodal et Renaud Dalmace est le seigneur propriétaire du château de Couzan. En 1227, Renaud Dalmace avait fait hommage du château de Couzan à Guy, comte de Forez. Il renouvelle l'hommage au comte de Forez en 1233 pour les château de Cousan, Sauvain, d'Urbise et Chalain-d'Uzore.
          - Guy Ier Damas (mort vers 1260), seigneur de Cousan, vicomte de Chalon, seigneur d'Urbise, Chalain, ..., marié à Dauphine de Lavieu (1215-1287), dame de Saint-Bonnet-le-Château, de Miribel en Forez, de Saint-Dominique en Parise, de Laigniec, de Montarcher,
            - Robert Ier Dalmace (mort en 1301), souche de la branche des vicomtes de Chalon, seigneurs de Marcilly-en-Buxy, souche de la branche des seigneurs de Marcilly, marié à Alix de Sainte-Croix, il a cédé la terre de Saint-Bonnet au comte de Forez en 1291[15],
              - Jean Ier Damas de Marcilly, vicomte de Chalon-sur-Saône, seigneur de Marcilly, marié à Huguette de Clamecy,
                - Robert II Damas de Marcilly (mort avant 1365), marié en 1341 avec Isabelle de Montaigu (1308- ), fille de Oudard de Montagu (1264-1334),
                  - Hugues IV Damas (mort en 1402), dit Huguenin, seigneur de Marcilly, marié en 1362 à Philiberte de Crux, dame de Crux,
                    - Érard Damas (1365-1447), seigneur de Marcilly, marié en 1430 avec Isabeau d'Avenières, dame d'Anlezy,
                      - Jacques Damas, seigneur de Marcilly, marié en 1446 avec Claudine de Mello, fille aînée de Jean de Mello, seigneur de Saint-Prisc, et de Marguerite de Ventadour,
                        - Jean II Damas (ap.1423-1481), seigneur de Marcilly, marié en 1472 avec Anne de Digoine (vers 1455-1477), dame de Thianges,Blason de Jean de Damas marié à Anne de Digoine
                          - Georges Damas (mort en 1552), vicomte de Chalon, seigneur de Marcilly et de Thianges, marié à Jeanne de Rochechouart, dame d'Yvoy, chambellan de François Ier, sénéchal de Toulouse,
                            - Claude Damas, seigneur de Marcilly, vicomte de Chalon-sur-Saône,
                            - Léonor ou Léonard Damas, seigneur et baron de Thianges, Flory-la-Tour, le Vaulx de Chaseul, Quincy, le Deffend, Saulxures, Chastenet Vauldin, lieutenant de la Compagnie des Gens d'armes du duc de Mayenne, marié en 1554 avec Claudine d'Orge, dame du Deffend, héritière de la baronnie de Chalancey[16],[17], souche de la branche de Thianges,
                              - François de Damas (mort en 1615),  baron de Thianges et de Chalancey, de Qinçay et palatin de Dyo, marié à Françoise Palatin de Dio (ou de Dyo), gouverneur de Mâcon, Noyon et Soissons, chevalier des Ordres du roi en 1611,
                                - Charles de Damas (mort en 1638), comte de Thianges et de Chalencey, marquis de Dyo, seigneur de Fleury-la-Tour, de Vaux de Chizeul et d'Estours, marié en 1609 à Jeanne de La Chambre (vers 1594-1651), lieutenant général du roi au gouvernement de Bresse, Bugey, Valromey, Gex et Charolais et maréchal de camp,
                                  - Claude de Damas, marquis de Thianges
                                  - Claude Léonor de Damas (1620-1702), marquis de Thianges, comte de Chalencey, seigneur de Savigny, de Dio, de Quincey, du Deffend, de Fleury-la-Tour, d'Estours, de Gratiroz et du Vaux de Chizeul, marié en 1655 à Gabrielle de Rochechouart de Mortemart (1633-1693), fille de Gabriel de Rochechouart de Mortemart (1607-1675), pair de France, gouverneur de Paris,
                                    - Diane Gabrielle Damas de Thianges (1656-1715), mariée à 1670, mariée à Philippe Julien Mancini (1641-1707), duc de Nevers, neveu du cardinal Mazarin,
                                    - Louise-Elvide Damas (1659-1730), dame d'honneur de la duchesse d'Orléans en 1685, mariée en 1678 à Luigi Sforza (1618-1685), duc d'Ognano et Segni,
                                    - Gabrielle Damas (1662- ), religieuse,
                                    - Claude Henri Philibert de Damas (1663-1708), marquis de Thianges, lieutenant-général des armées du roi en 1704, sans héritier,

                                  - Françoise de Damas, mariée à Gaspard d'Albon, marquis de Saint-Ferjeux,
                                  - Léonore de Damas, mariée à Philippe du Maine, comte du Bourg,
                                    - Léonor Marie du Maine, comte du Bourg, maréchal de France,

                                - Jacques de Damas (mort en 1641), succède à son frère qui a renoncé à l'héritage de son père, comme comte de Chalencey, mestre de camp du régiment de Bourgogne, gouverneur de Haguenau et de la Basse-Alsace, maréchal de camp, marié en 1621 à Henriette de Viefville,, veuve d'Antoine de Joyeuse,
                                - Claude de Damas, comte de l'église Saint-Jean de Lyon,
                                - Léonore de Damas (morte en 1661), religieuse de Saint-Julien-les-Nonnais, puis chanoinesse de Remiremont, comtesse de Chalencey après la mort de son frère, Jacques de Damas,
                                - Gabrielle de Damas, mariée en 1609 à Jean de la Palu, comte de Bouligneux et de Meilly, baron de Chaudenay
                                  - Henriette de la Palu, mariée à Pierre Rouxel de Médavy, comte de Grancey, fils de Jacques Rouxel de Médavy, maréchal de France
                                    - Jacques Eléonor Rouxel de Grancey (1655-1725), comte de Grancey, maréchal de France,

                                - Claude de Damas, religieuse à Marcigny,
                                - Léonard de Damas,
                                - Marguerite de Damas, religieuse à Marcigny,
                                - Louise de Damas, religieuse à Nevers,

                              - Hélye de Damas, dame de Lavaulx, mariée à François de Rabutin, seigneur de Sully et de Bourbilly,
                              - Gabrielle de Damas, dame de la Pesselière,
                              - Charlotte de Damas, dame du Courson,

                            - Antoine Damas de Thianges, chevalier de l'Ordre souverain de Malte,
                            - Jean Damas de Thianges, Chevalier de l'Ordre souverain de Malte,
                            - Pierre Damas de Thianges, chevalier de l'ordre du roi,

                      - Jean II Damas (né après 1431-mort après 1468), seigneur d'Anlezy et de Montigny-aux-Amognes, marié à Jeanne de Mello, souche de la branche d'Anlezy[18],
                        - Claude Damas (mort en 1522), baron d'Anlezy, marié à Antoinette de Digoine,
                          - Jean III Damas, baron d'Anlezy, marié en 1524 avec Jeanne de Bar (morte en 1562),
                            - Jean IV Damas (mort en 1586), baron d'Anlezy et de Crux, seigneur de Montigny-Sainte-Parise, de Demain et de Sardy-les-Forges, seigneur de Néronde, gentilhomme ordinaire de la Chambre du roi Henri III, gouverneur du Nivernais, chevalier de l'Ordre de Saint-Michel, marié en 1560 avec Edmée de Crux (1547-après 1618), dame dame de Sardy-les-Forges et de Féligny,
                              - Jean Damas (1564-1589),
                              - Paul Damas, comte d'Anlezy, baron de Crux, gentilhomme ordinaire de la chambre du roi Louis XIII, conseiller d'État en 1616, marié en 1606 avec Hélène Arnault, dame de Gouffiers,
                                - Antoine Damas, comte d'Anlezy, marié en 1635 avec Madeleine Hanapier,
                                  - Nicolas François Damas, comte d'Anlezy en 1669, vicomte de Druye, seigneur de Montigny et de Fétigny, sieur de Pierrefitte, seigneur de Champoux, d'Arcy, des Gouffiers et de Florac, seigneur de Fétigny en 1667, Capitaine-enseigne des Gendarmes de la reine, marié en 1668 avec Marie Agnès Tiercelin de Rancé, vicomtesse de Druye

                                - François Damas, comte de Crux, marié en 1648 avec Louise de Pracontal, baronne de Soussey, souche de la branche de Crux,
                                  - Antoine Louis Damas, chevalier, comte de Crux, baron de Soussey et de Saint-Thibault, seigneur de Lée, de Saint-Beury, de Demain, de la Collancelle, de Lignières, de Saint-Parise-le Châtel, etc., reçu chevalier de l'Ordre Saint-Jean de Jérusalem en 1668, marié en 1670 avec Marie-Anne Coutier de Souhet,
                                    - Étienne Damas (1674- ), chevalier, comte de Crux, baron de Souhey et de Saint-Thibault, seigneur de Saint-Beury, de Beurisot, de Lignières, de Demain, de la Collancelle, de Soussey et autres lieux, marié en 1701 avec Marguerite-Étiennette d'Achey (1680-1743), dame du chapitre de Remiremont,
                                      - Louis-Alexandre Damas (1704-1763), comte de Damas de Crux, marquis de Menou et de Souhey, baron de Demain et de la Collancelle, vicomte de Grezigny, seigneur de Saint-Enfresne, de Maigny, de Ménétreau, de Villiers, de Blosset, etc., marié en 1734 avec Marie Louise de Menou (1712-1796), dont :
                                        - Louis Étienne François de Damas (1735-1814), comte de Damas-Crux, pair de France en 1814, baron de Demain et de la Collancelle, marié en premières noces, en 1768 avec Marie Augustine Thérèse de Broglie, sans enfants, en secondes noces avec Marie Louise Angélique de Talaru, en troisièmes noces, en 1775, avec Sophie Angélique Antoinette de Ligny,
                                          - Élisabeth Charlotte Damas d'Anlezy(1776-1827), mariée à Armand de Gontaut marquis de Biron (1771-1851)

                                        - François de Damas-Crux,
                                        - Marie Anne Louise Damas d'Anlezy (1742-1763), mariée avec Louis Théodore Andrault de Langeron (mort en 1779), marquis de Langeron,
                                          - Alexandre Louis Andrault de Langeron (1763-1831), fondateur d'Odessa,

                                        - Catherine Antoinette Damas d'Anlezy (1749-1786), mariée avec Bernard Bonaventure Clérel de Tocqueville (1731-1776), comte de Tocqueville,
                                          - Hervé Clérel de Tocqueville (1772-1856), comte de Tocqueville,

                                        - Étienne-Charles de Damas-Crux (1754-1846), comte puis duc de Damas-Crux en 1816, pair de France en 1815, Lieutenant général des armées du roi, chevalier du Saint-Esprit, sans descendance il a transmis ses biens au comte Alexandre de Damas.

                    - Josserand Damas (mort en 1396), il accompagne le comte de Nevers, fait prisonnier à la bataille de Nicopolis par le sultan Bajazet et a eu les yeux crevés avant son retour en France.

                  - Philibert Damas, seigneur de Montagu, marié en 1362 à Jeanne de Crux, souche de la branche de Montagu,
                    - Jean II Damas, seigneur de Montagu, marié à Anne de Nourry, fille de Pierre de Nourry (mort vers 1445), conseiller et chambellan de Charles VII,
                      - Charles Damas, seigneur de Brèves et de Maulevrier, marié avec Philippine Damas, fille de Robert VI Damas (mort en 1471) et Catherine de La Guiche, souche de la branche de Brèves[19],

                    - Robert V Damas, marié en 1390 à Marie de Digoine (morte avant 1411), souche de la branche de Digoine[20]. Il fait construire le château de Digoine.
                      - Louis Damas (mort en 1419), seigneur de Digoine, de Beaudéduit et de Clessy, marié en 1409 à Catherine de Bourbon-Montperroux, dame de Clessy
                        - Antoine Damas
                        - Guillaume Damas (mort après 1450) marié avec Philiberte des Barres qui s'est remariée avant 1455 avec Chrétien de Digoine, mère d'Anne de Digoine, dame de Thianges, mariée en 1472 avec Jean II Damas, seigneur de Marcilly,
                        - Robert VI Damas (mort en 1471) marié à Catherine de La Guiche (morte en 1499)
                          - Jean Damas, seigneur de Digoine, conseiller et chambellan de Philippe le Bon, duc de Bourgogne, chevalier de la Toison d'Or, marié en 1464 avec Claudine de Saint-Amour,
                            - François Damas, baron de Digoine, chambellan de Philippe le Bon, duc de Bourgogne, marié avec Jacqueline de Lévis, fille de Gilbert Ier de Lévis, comte de Ventadour,

                    - Guy Damas (mort avant 1373), vicomte de Chalon-sur-Saône, marié à Claudine de Bion,

            - Guy Dalmace, ne fut pas seigneur de Cousan,
            - Hugues V Damalce,
            - Renaud III (II) Damas (vers 1227-après 1294), seigneur de Lugny et de Coulanges, sire de Cousan, fait, en 1293, au comte Jean de Forez, l'aveu de Cousan, Boën, Durbize, Sauvain, Chalain-d'Uzore. Marié à Béatrix de Montagny, dame de La Perrière et de Montagny,
              - Hugues VI (III ou V) Damas, émancipé par son père en 1273, marié à Alasie de Roussillon,
                - Guy III Damas, seigneur de Cousan, mort sans alliance en 1313,
                - Amédée, Amé ou Aimon Damas, seigneur de Cousan, marié en 1305 à Catherine de Villars, fille d'Humbert IV de Thoiré-Villars. Il a fait clore de murailles la ville de Boën. Il a fait son testament en 1330,
                  - Hugues VII (IV ou VI) Damas, seigneur de Cousan et Roannais. Il rend le fief du château de Couzan à Guigues VII de Forez en 1330. Il a épousé Alix de la Perrière (morte en 1358), fille de Guigues de la Perrière, seigneur de Roannais,
                    - Guy IV Damas, sire de Cousan, seigneur Lugny, de la Perrière, de la Baume-d'Autun, de Poligny-le-Bois, etc., conseiller au conseil privé du roi, maître de l'hostel du roi, gouverneur de Bourges. Il a confirmé en 1352 les franchises de la ville de Boën, marié en premières noces, en 1349, avec Marguerite de La Tour d'Auvergne (morte en 1384), seconde fille de Guy II, seigneur de La Tour et de Marthe de Beaufort. En 1359, il a servi en Auvergne sous le commandement de Hugues de la Roche, seigneur du château de Tournoël, nommé capitaine-général pour l'Auvergne en janvier 1360. Il a amené de son château de Couzan quatre chevaliers bannerets, cinquante chavaliers simples ou bacheliers, 383 écuyers, 400 archers à cheval et 800 sergents à pied qui ont servi à Clermont. Le roi lui a donné la même année la somme 942 moutons d'or pour payer sa rançon. Il roi lui a donné en 1370 1 000 francs pour payer la rançon de son fils. Grand échanson de France en 1385, Grand Maître de France en 1386, 1388, 1395. En 1388, il a accompagné le roi dans la campagne qu'il a faite en Allemagne contre le duc de Clèves et Juliers. Chambellan de France en 1401 et 1407,
                      - Hugues VIII (V) Damas, marié à Isabeau Damas du Plessis, seigneur de Cousan, la Perrière, la Baume d'Autun, fait prisonnier par les Anglais à Limoges. Le roi paya en 1370 pour sa rançon 1 000 livres et le duc d'Anjou 600 francs or.
                        - Guy V Damas (mort en 1423), non marié. En 1414, il fait l'aveu à Anne Dauphine d'Auvergne, comtesse de Forez, de tout ce qu'il possède dans les comtés de Forez et de Roannais.
                        - Alix Damas (morte en 1469), mariée en 1427/1428 avec Eustache de Lévis (mort en 1464), seigneur de Villeneuve-la-Crémade,
                          - Guy de Lévis (Lévis-Quélus), seigneur de Caylus, souche de la branche des Lévis-Caylus qui s'éteint en Jacques de Lévis de Caylus,
                          - Isabelle de Lévis-Lavieu, marié avec Yves de Tourzel, dit d'Alègre, baron de Puysagut, de Busset, du Temple et de Saint-Priest, chambellan du roi[21],
                          - Philippe de Lévis, archevêque d'Auch en 1454, puis d'Arles en 1462, cardinal en 1473,
                          - Jean de Lévis-Cousan (mort après 1494), institué héritier universel de sa mère en 1459, à la charge de porter les nom et armes de Cousan, clause observée par ses descendants, seigneur de Cousan en 1469 souche de la branche des Lévis-Cousan[22], marié en premières noces avec Marie de Lavieu, fille de Guigues de Lavieu, seigneur de Feugerolles, Chalain-le-Comtal, Poleymieux et Curèze, et en secondes noces avec Louise de Breschard de Bressolles, fille d'Antoine de Breschard de Bessolles, sénéchal du Bourbonnais, et veuve de Charles de Lavieu,
                            - Jean II de Lévis-Lavieu (mort en 1533), seigneur de Lugny, marié en 1508 avec Adrienne Damas, fille de Jean II Damas, seigneur de Marcilly, et d'Anne de Digoine. Anne de France, duchesse douairière de Bourbon, l'a nommé bailli du Forez, capitaine des château et ville de Montbrison, ce qui l'a conduit à présider l'assemblée des trois États du pays et comté de Forez, le 15 décembre 1517[23],
                              - Claude de Lévis-Lavieu (1520-1553), baron de Lugny, héritier de son oncle Gabriel de Lévis-Lavieu, marié en 1541 à Hilaire des Prez, fille d'Antoine Des Prez, maréchal de France[24],
                                - Pierre de Lévis-Lavieu, baron de Cousan, marié à Marguerite de Rostaing (1556-1612), sans descendance,
                                - Jacques de Lévis-Lavieu (mort vers 1616), baron de Cousan, marié en premières noces à Paule de Gaste, et en secondes noces à Louise de Rivoire. Pendant les guerres de religion, il défend le Forez contre les Protestants, et Montbrison, en 1589. Il échappe à la mort pendant une embuscade, en 1594. Il a dépensé presque toute sa fortune pendant ces guerres. Il fait son testament en 1616 faisant de Balthazar de Lévis-Cousan son héritier universel,
                                  - Gaspard de Lévis-Cousan, seigneur du Plessis, né du premier mariage, il fait un procès pour obtenir l'héritage de Balthazar de Lévis-Cousan qui est gagné par son beau-frère, Louis IV d'Urgel de Saint-Priest (1578-1654), marquis de Saint-Priest en Jarez, seigneur de Saint-Étienne, qui s'était marié en premières noces, en 1602, à Marguerite de Lévis-Cousan, et, en secondes noces, en 1630, avec Gabrielle-Isabeau de La Rochefoucauld. Louis de Saint-Priest a désigné son neveu, Gilbert de Chalus, comme héritier de la baronnie de Cousan dans son testament du 26 août 1641. Gilbert de Chalus a vendu la baronnie de Cousan à Jean de Luzy, marquis de Pellissac, le 11 octobre 1656[25],
                                  - Marguerite de Lévis-Cousan, du premier mariage, mariée à Louis IV d'Urgel, seigneur de Saint-Priest et de Saint-Étienne,
                                  - Balthazar de Lévis-Lavieu (mort en 1619), du second mariage, baron de Cousan par le testament de son père, sans postérité,
                                  - Claude II de Lévis-Lavieu,

                            - Gabriel de Lévis-Lavieu (mort en 1553), seigneur de Cousan, marié en 1525 marié à Anne de Joyeuse, fille de Louis de Joyeuse (mort en 1498), seigneur de Bothéon en Forez, et de Jeanne de Bourbon, sans descendance, il teste en faveur de son neveu Claude de Lévis-Lavieu,
                            - Guy de Lévis-Lavieu, seigneur de Marly,
                            - Eustache de Lévis-Lavieu, chanoine de Montbrison, puis de Lyon, prieur de Firminy et de Chandieu. Il a fondé une chapelle dans la collégiale de Montbrison, en 1510, où on peut voir l'écu des Lévis-Cousan sculpté et peint sur la voûte et dans les restes des vitraux[26].
                            - Marguerite de Lévis-Lavieu, mariée avec Guillame III d'Albon (mort en 1474), seigneur de  Curis et d'Oulches, sans postérité[27].

                          - Eustache de Lévis, abbé de Montmajour, archevêque d'Arles et cardinal à la mort de son frère.
                          - Charlotte de Lévis-Lavieu, mariée à Jean IV de Lévis, seigneur de Mirepoix

                      - Catherine Damas, mariée en premières noces, en 1365, à Antoine Flotte (mort en 1382), en secondes noces à Jean de Sainte-Croix (mort en 1408), en troisièmes noces avec François d'Auberchicourt,

                    - Guy IV Damas, sire de Cousan, marié en secondes noces, en 1384, avec Marie de Castelnau, fille de Jean de Castelnau
                      - Antoinette Damas, mariée en 1404 avec Guy de Chauvigny, viaduc de la Brosse et seigneur de Châteauroux, sans enfants,

                    - Guy IV Damas, sire de Cousan, marié en troisièmes noces, en 1392, avec Alix de Beaujeu, fille de Guichard de Beaujeu et de Marguerite de Poitiers, sans postérité.
                    - Alix Damas,
                    - Jean de Damas-Cozan, abbé de Cluny, entre 1383 et 1400,

                  - Blanche Damas, mariée vers 1320 à Briand de Lavieu,
                  - Isabeau Damas, mariée en premières noces, en 1337, avec Jean de Mont-Saint-Jean, seigneur de Crémeaux, et en secondes noces, en 1367, à Érard de Crux,

                - Isabeau Damas, marié en 1301 à Louis de Thiern (actuel Thiers), seigneur de Volore, fils de Guy, seigneur de Thicon, et de Marguerite de Thierne, dame de Volore,
                  - Alix de Thiern, mariée à Hugues Damas d'Aubières,

                - N. Damas, chanoine comte de Lyon en 1320,
                - Béatrix Damas mariée à Girin de Marcilly-Chalmazel en 1301[28], seigneur de Chalmazel.
                  - Jean de Marcilly (mort vers 1384), seigneur de Chalmazel et de Marcilly, marié à Dauphine de Saint-Nectaire,
                    - Béatrix de Marcilly, dame de Chalmazel, mariée à Mathieu de Talaru

              - Guy Dalmace, chanoine de Clermont en 1317,
              - Alix Dalmace, mariée à Renaud Guy en 1312,
              - Jeanne Dalmace, mariée à Jean de Blesy

            - Geoffroy Dalmace, prieur de Saint-Marcel de Chalon, cité en 1264 et 1292,
            - Guyotte Dalmace, mariée vers 1275 avec Bertrand de Chalencon,

          - Renaud III Dalmace, reçoit en 1263 la maison d'Artens du duc de Bourgogne,
          - Jean Dalmace, évêque de Mâcon en 1262,

      - Renaud Ier Dalmace,
      - Jeanne Dalmace, mariée à Jean de Blessy,

    - Auxiliande Dalmace, mariée en 1113 avec Agne ou Agnon IV de Meymont, seigneur d'Olliergues. Agnon IV a donné en douaire à sa femme la moitié de la terre qu'il avait dans la châtellenie d'Olliergues. Les droits des Damas de Cousan sur Olliergues sont antérieurs à ce mariage. Vers 1180, Agnon V de Meymont, seigneur d'Olliergues, et Hugues II Dalmas ont terminé leurs querelles au sujet de leurs droits respectifs sur cette seigneurie par un arbitrage. La suzeraineté d'Olliergues est reconnue à Hugues II Dalmas et ses descendants et les Meymont la tiendraient en franc fief[29].

Ligne ducale d'Antigny (éteinte en 1908)
Les auteurs ne sont d'accord sur la filiation de celle-ci qu'à partir du 30 septembre 1428, date à laquelle Jean Damas, seigneur de Vanoise, épousa Jeanne de Nagu par contrat passé à Villefranche, en Beaujolais. Chaix d'Est-Ange précise à ce sujet : « On a longtemps cru que ce gentilhomme était fils d'un Philibert Damas, seigneur de la Basole, qui avait épousé Catherine de Chaugy et que ce Philibert Damas était le troisième fils de Robert Damas, seigneur de Marcilly, vicomte de Chalon, marié vers 1340 à Isabelle de Montagu, il est aujourd'hui démontré, grâce aux travaux de Chérin, du chevalier de Courcelles et de Lainé, que ce système de filiation est tout à fait erroné ».
Charles-César de Damas d'Antigny (1758-1829), lieutenant-général des armées du roi et pair de France en 1814, fut créé duc de Damas d'Antigny à titre personnel en 1825. Son frère Roger de Damas d'Antigny, second de Potemkine et conseiller de l'impératrice Catherine de Russie, et ministre-généralissime de la reine de Naples Marie-Caroline d'Autriche (sœur de la reine de France), avait épousé Pauline de Chastellux.
Ligne subsistante de Cormaillon
L'origine des Damas de Cormaillon a été discutée par les généalogistes en interprétant les chartes des abbayes de Cluny, de Paray et de Savigny. Bien que les liens de parenté entre les Damas de Cousan et les Damas de Cormaillon soient certains, ils n'ont pas pu être précisés de manière certaine à cause des imprécisions sur les noms et les filiations. Pierre-Louis Lainé fait des deux branches de Damas des descendants de Geoffroy II de Beaujeu, Jean Richard, fait des Damas de Cousan les descendants de Geoffroy II de Semur. Les Damas de Cormaillon descendent des Damas de Morande.
Chérin fait remonter la filiation de cette ligne à Jacques Damas, chevalier, trouvé en 1296, qui était seigneur de Chanvigy dans la paroisse de Saint-Bonnet de Vieillevigne, en Charolais, dont il fournit un dénombrement le 30 mai 1315.
La lignée de Damas de Cormaillon fut maintenue noble le 13 juillet 1666, et créée baron-pair en 1827. Elle est la seule lignée subsistante de la famille de Damas.
- Robert Ier Damas (mort après 1106), seigneur de Vandenesse et de Coulanges, marié avec Lobita,
  - Robert II Damas, seigneur de Vandenesse et de Coulanges, il a cédé aux moines de l'abbaye de Cluny les terres que son père leur avait cédées avant de partir en croisade et qu'il avait gardées. Il a renouvelé ses donations en 1128. Il est mentionné dans des chartes en 1123 et 1147,
    - Robert III Damas,
      - Robert IV Damas, seigneur de Vandenesse,
      - Gui de Damas, seigneur de Champléger et de Damas, marié vers 1235 avec demoiselle de Palluau, souche de la branche de Champléger,
        - Jacques Ier de Damas, seigneur de Champléger (champléger ou Chavigny à Saint-Bonnet-de-Vieille-Vigne),
          - Jacques II de Damas (mort après 1315), seigneur de Champléger, de Vieillevigne, de Magny, etc.,
            - Jacques III de Damas (décédé avant 1374), seigneur de champléger et de vieillevigne, coseigneur de Villiers, marié avant 1323 avec Béatrix de Saint-Haon,
              - Josserand Ier de Damas, saigneur de Champléger,
                - Josserand II de Damas, marié avec Blanche de Vanoise,
                  - Jean Ier de Damas, seigneur de Vanoise, marié en premières noces, en 1417, avec Marguerite de Nanton (morte en 1423), remarié en 1428 avec Jeanne de Nagu de Varennes, souche de la branche de Vanoise,
                    - Jean II de Damas (1440-1505), seigneur de Verpré, de Vanoise et de la Bastie, marié en 1459 avec Isabelle de Saint-Bonnet-des-Quarts, souche de la Branche de Verpré et La Bastie,
                      - Claude de Damas (1480-1528), seigneur de Vanoise, de Saint-Rirand, de Verpré, de Saint-Bonnet et de la Bastie, marié en premières noces en 1501 avec Marguerite de Mailly-sur-Saône, et en secondes noces en 1514 avec Françoise de Chaugy (morte en 1554),
                        - Jean III de Damas, seigneur de Verpré
                        - Jean IV de Damas de Verpré (1515- ), seigneur de Vanoise,
                        - Georges Ier de Damas de la Bastie de la Pilonière (vers 1516-1584), seigneur de La Bastie en Beaujolais, de la Pilonnière, du Bois-du-Bosc, de Verpré, de Bernage et de la Vanoise, marié en 1546 avec Madeleine de Nervieu de Sugny, souche de la branche du Rousset,
                          - François Ier de Damas de la Bastie de la Pilonière (1550-1613), seigneur de la Bastie, du Rousset, de la Pilonière, du Bois de Bosc et de Colombettière, marié en 1573 avec Melchione de Nagu (vers 1550-1615)
                          - François de Damas, seigneur de Colombette, du Breuil, du Buisson-en-Dombes et d'Arbains, marié en 1615 avec Anne de Gaspard, dame d'Arbains,
                            - François de Damas (tué en 1695), seigneur de Vellerot et de Saint-Pierre-en-Vaux, marié en premières noces, en 1658, avec Éléonore-Marguerite des Jours (1646- ), dame du Monceau, en secondes noces, en 1683, avec Jeanne Michelle Tixier,
                              - Louis de Damas, seigneur de Vellerot, de Saint-Pierre-en-Vaux et d'Ornée, marié en 1726 avec Catherine Madeleine de Chaugy, dame de Dracy-les-Vitteaux,

                            - Georges II de Damas, seigneur du Rousset, de Colombette, de Nervieu, marié en 1616 avec Anne Andrault de Langeron,
                              - Claude II de Damas, comte du Rousset, seigneur de Marillac, de Beaucresson, du Molard, de Colonges, co-seigneur de Saint-Haon, héritier universel de dame Emeraude de Nagu, veuve en premières noces, et héritière de Louis de Saint-Haon, écuyer, co-seigneur de Saint-Haon et de Beaucresson, marié en 1642 avec Huguette de Bécerel, dame de Marillac en Bresse,

                            - Claude II de Damas (vers 1620-après 1681), gouverneur de Dombes, lieutenant général de Dombes, marié en premières noces, en 1649, avec Louise de Cremeaux, en secondes noces, en 1651, avec Claude-Alexandrine de Vienne d'Antigny (après 1625-1676), marquis d'Antigny en 1654, souche de la branche d'Antigny,
                              - François Joseph Damas (1656-1731), marquis d'Antigny, comte de Ruffey, baron de Chevreau, seigneur de Corberon, du Breuil et de Villy-le-Brûlé, gouverneur de la souveraineté de Dombes, marié en 1684 avec Marie Françoise Jacqueline de La Baume (1667-1737),
                                - Joseph François Damas (1699-1736), marquis d'Antigny, comte de Ruffey, baron de Chevreau, seigneur du Breuil, gouverneur de la souveraineté de Dombes, marié en 1725 avec Marie Judith de Vienne (1699-1780), comtesse de Commarin,
                                  - Alexandrine Marie Victoire Eléonore de Damas d'Antigny (1728-1809), dame du palais de la dauphine puis de la reine Marie-Antoinette, mariée en 1751 avec Charles-Daniel de Talleyrand-Périgord (1734-1788)
                                    - Charles-Maurice de Talleyrand-Périgord (1754-1838), prince de Bénévent

                                  - Jacques François Damas (1732-1811), marquis d'Antigny, comte de Ruffey, baron de Chevreau, seigneur du Breuil, gouverneur de la souveraineté de Dombes, marié en 1755 avec Zéphirine Félicité de Rochechouart (1734-1776),
                                    - Joseph François Louis Charles César de Damas d'Antigny (1758-1829), 1er comte puis duc de Damas d'Antigny, en 1825, marié en 1779 avec Marie Louise Aglaé Andrault de Langeron (1759-1827), divorcés en 1812, aide de camp du comte de Rochambeau en 1780, commande l'attaque de la redoute no 9 à Yorktown,
                                      - Adélaïde Louise "Zéphirine" de Damas d'Antigny (1784-1838), mariée en premières noces, en 1802, avec Charles Elzéar François de Vogüé (1781-1807), et en secondes, en 1813, avec César Laurent de Chastellux (1780-1854), comte de Chastellux,
                                      - du premier mariage, Léonce Louis Melchior de Vogüé (1805-1877)
                                      - du second mariage, Thérèse Victoire de Chastellux (1816-1890)

                                    - Diane Adélaïde de Damas d'Antigny (1761-1835), mariée en 1777 avec Charles François de Simiane (vers 1750-1787), comte de Simiane,
                                    - Roger de Damas d'Antigny (1765-1823), comte de Damas, lieutenant général des armées du roi en 1814, député de la Côte-d'Or, marié en 1814 avec Louise Pauline de Chastellux (1781-1857),
                                      - Charles de Damas (1816-1873), baron de Cirey, marquis de Damas, marié en 1845 avec Césarie de Boigélin (1818-1909),
                                        - Henri de Damas d'Antigny (1851-1908), sans descendance.

                - Huguenin de Damas, coseigneur de Villiers, souche de la branche de Villiers,
                  - Jean Ier de Damas, coseigneur de Villiers, seigneur de Bussières et de Censerey, marié en 1396, probablement, avec Marie de Montagu (morte en 1406),
                    - Guillaume Damas, seigneur de Villiers-en-Morvan,
                    - Pierre Damas,
                    - Simon Damas (mort en 1438), comte de Cormaillon, marié avec Jeannette de Chastelain, souche de la branche de Morande,
                      - Guillaume Damas (mort vers 1493), marié avec Laurette de Sully,
                        - Pierre Damas (mort en 1530), seigneur de Morande, maître d hôtel de Philippe de Clèves et de la Marck, marié en 1505 avec Marguerite de Crécy,
                          - Philibert Damas (mort 1578), seigneur de Morande, marié en 1550 avec Edmée de Fontaines, dame en partie de la Brosse et de Sermery, en Champagne, Panetier de la reine Marie Stuart,
                            - Gabriel de Damas (mort en 1591), seigneur de Morande, marié en 1580 avec Jeanne de Bouvot, dame en partie de Cormaillon,
                              - Pierre II de Damas (1585-1654), seigneur de Cormaillon, de Morande et de Villiers-Patras, seigneur de Fains-lès-Montbard, de Veyré et de Bernage, marié en 1613 avec Anne d'Armstorff,
                                - Charles Ier de Damas (après 1632-1704), comte de Cormaillon, baron de Villiers, seigneur de Fains-lès-Montbard, gouverneur de Zell au service du duc Georges-Guillaume de Brunswick, puis gouverneur de Copenhague au service du roi de Danemark, marié en 1663 avec Marguerite de Grand,
                                  - Étiennette de Damas (1679- ) mariée en 1710 avec Gilbert de Chauvigny de Blot (Riom, 1682- ), baron de Blot[30],
                                  - Pierre François de Damas (mort après 1714), comte de Cormaillon et du Fains-lès-Montbard, baron de Villiers, marié en 1704 avec Marie Agnès Damas, dame de Florac et de Gouffiers, fille de Nicolas François Damas, comte d'Anlezy, et de Marie Agnès Tiercelin de Rancé, vicomtesse de Druye,
                                    - Charles Jules de Damas (1712-1771), comte de Cormaillon, marié en 1748 avec Jacqueline du Bois d'Anzy,
                                      - Charles II de Damas (1758-1795), baron de Cormaillon, seigneur de Fain-lès-Montbard, mort à la bataille de Quiberon, marié en 1764 avec Marie Gabrielle Marguerite de Sarsfield (morte en 1833),
                                        - Ange Hyacinthe Maxence de Damas (1785-1862), baron de Cormaillon, ministre secrétaire d'État de la Guerre, puis ministre des Affaires étrangères, marié en 1818 avec Sigismonde Charlotte Laure de Hautefort (1799-1847), dame d'Hautefort,
                                          - Michel de Damas (1819-1845)
                                          - Edmond de Damas (1820-1875), maire d'Anlezy, marié en 1844 avec Blanche de Bessou (1825-1880),
                                            - Pierre de Damas (1861-1931), baron d'Anlezy, marié en 1884 avec Mathilde de Maillé de La Tour-Landry (1863-1952), dame d'Etiau,

                                          - Amédée de Damas (1821-1903), prêtre jésuite, missionnaire en Arménie

## Personnalités

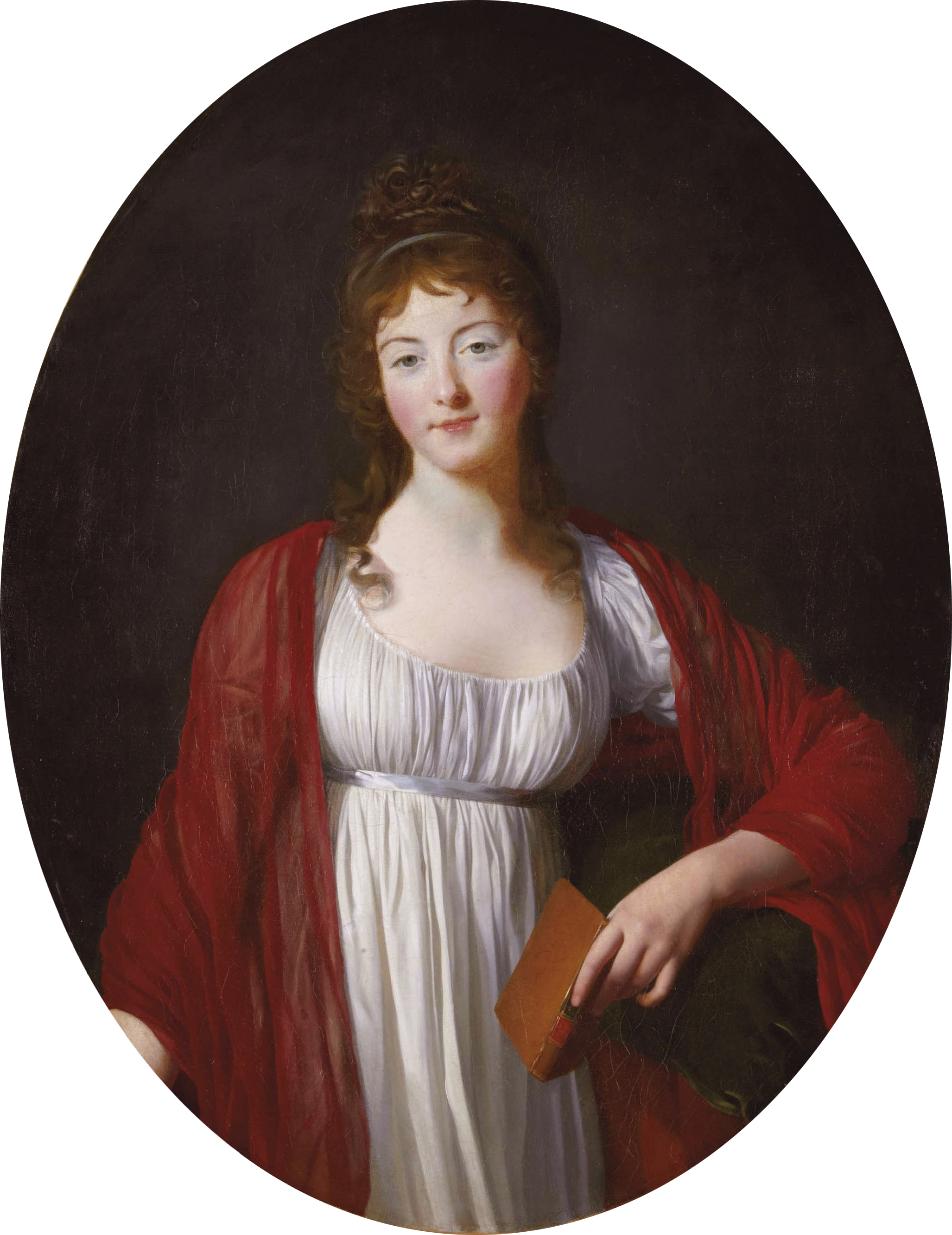
Diane de Damas d'Antigny, comtesse de Simiane.

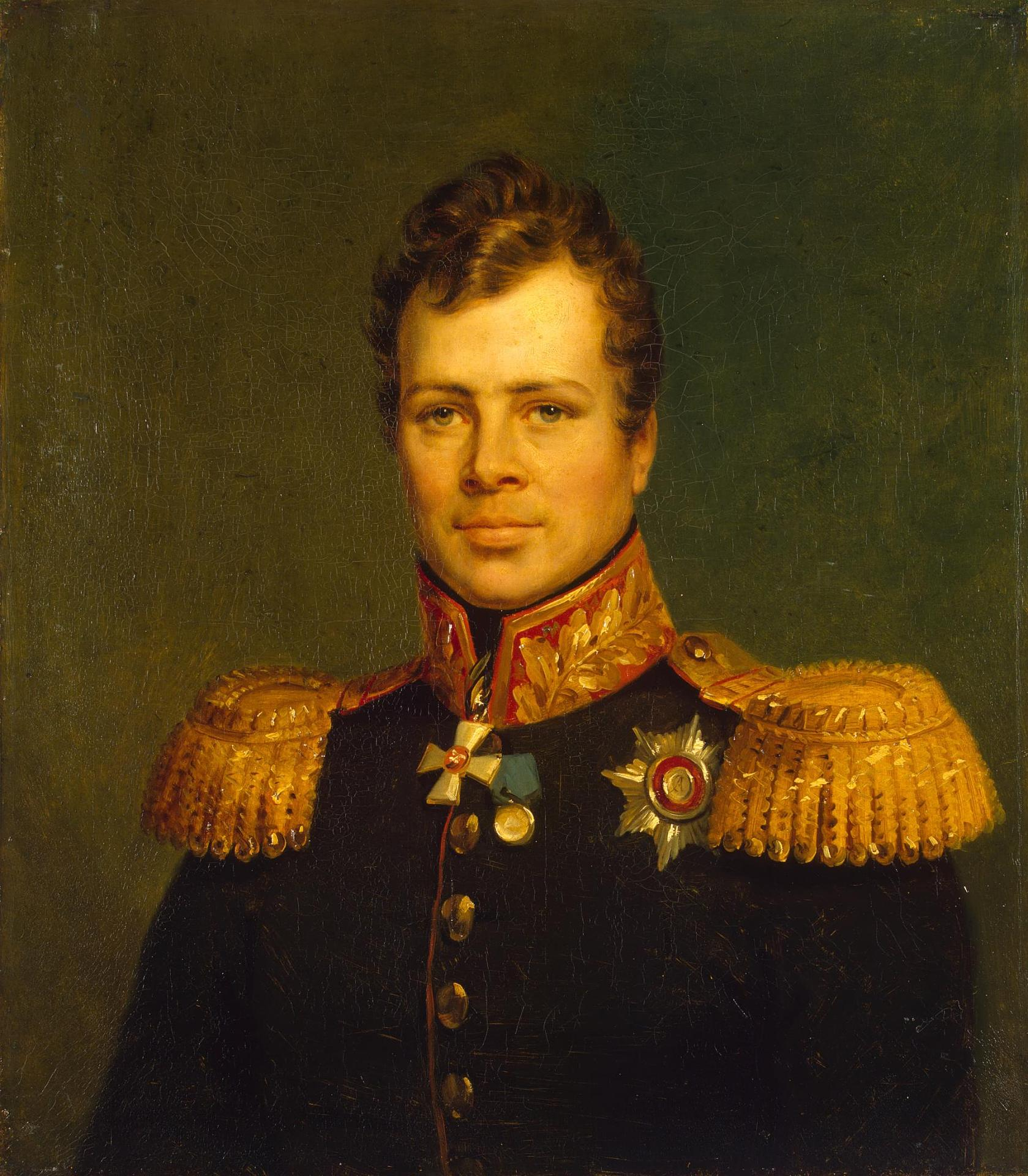
Ange Hyacinthe Maxence de Damas.

- Guy IV de Damas, Seigneur de Cousan (né vers 1330, décédé vers 1407), grand échanson de France en 1385, grand maître de France en 1386, grand chambellan de France en 1401[2]. En août 1356 il organisa la défense de Bourges contre les troupes anglaises du prince noir[31],[32],[33].
- Jean de Damas-Cozan, abbé de Cluny (1383-1400).
- Jean de Damas (ap.1423-1481), seigneur de Digoine, Clessy et Saint-Amour, conseiller et chambellan de Philippe le Bon, duc de Bourgogne.  Gouverneur et bailli du Mâconnais en 1446. le duc Charles le Téméraire le fit chevalier de la Toison d'or en 1468, il fut retranché de la liste des chevaliers en 1481[34].
- Jeanne de Damas, prieure en 1440 du Prieuré de la Sainte-Trinité de Marcigny-lès-Nonnains, fille de Robert de Damas, seigneur de Bœuvrai, Clessy, etc.et de Marie de Digoine[35]
- Catherine Antoinette de Damas d'Anlezy, grand-mère d'Alexis de Tocqueville[36]. Elle fait bâtir l'actuel château de Tocqueville, prenant un soin particulier à l'édification de la bibliothèque dans une tour selon le modèle de la bibliothèque de Montaigne.
- Alexandrine de Damas d'Antigny, fille de Joseph-François de Damas d'Antigny, marquis d'Antigny, brigadier du régiment de Boulonnais, et mère de Talleyrand dont elle accélère la carrière en le faisant nommer abbé de Saint Denis de Reims, puis en l'envoyant étudier en Sorbonne. Alexandrine est une proche parente d'Émilie du Châtelet, par l'entremise de laquelle Talleyrand est présenté à Voltaire.
- Diane-Adélaide de Damas d'Antigny, comtesse de Simiane. Elle évolue dans le courant éclairé et réformateur de la cour de Louis XVI[réf. nécessaire] où elle devient l'égérie de La Fayette[37]. Le roi dira d'elle "c'est le plus bel ornement de la Cour.."[réf. nécessaire] Elle hérite avec son frère Roger de sa tante Émilie du Châtelet le Château de Cirey, résidence de Voltaire[38], ainsi que de la très importante bibliothèque et manuscrits.
- Charles de Damas de Cormaillon, lieutenant général des armées de Christian V, roi de Danemark et de Norvège, gouverneur de Copenhague[2].
- Jean-Pierre comte de Damas d'Anlezy (1734-1800), maréchal de camp en 1780, député de la noblesse du Nivernais aux États généraux de 1789[2].
- Louis-Étienne-François de Damas-Crux (1735-1814), général français.
- François de Damas-Crux (1739-1829), prélat français.
- Étienne-Charles duc de Damas-Crux, (1754-1846), lieutenant général des armées du roi, pair de France en 1815, chevalier du Saint-Esprit (5 février 1824), grand-croix de l'ordre royal et militaire de Saint-Louis (22 août 1814)[4].
- Charles-César duc de Damas d'Antigny (1758-1829), lieutenant général des armées du roi et pair de France en 1814, commandeur des ordres du roi en 1821, créé duc à titre personnel par ordonnance royale du 27 juillet 1825[2].
- Claude Charles de Damas de Marillac (1731-1800), militaire et administrateur colonial, membre de la Société des amis des Noirs, gouverneur de la Martinique en 1783 puis gouverneur-général des Iles-du-Vent de l’Amérique, jusqu’en 1791[2].
- Roger de Damas d'Antigny (1765-1823), lieutenant général dans les armées royales, député de la Côte-d'Or en 1815, conseiller de Catherine II et de la reine consort de Naples.
- Ange Hyacinthe Maxence de Damas (1785-1862), époux de Charlotte-Laure de Hautefort, gouverneur du duc de Bordeaux Henri V, ministre de la Guerre et des Affaires étrangères, pair de France sous la Restauration.
- Claude Marie Gustave de Damas (1786-1842), général dans les armées napoléoniennes.
- Amédée de Damas, (1821-1903), fils de Ange Hyacinthe Maxence de Damas, prêtre jésuite, aumônier général militaire, puis missionnaire en Arménie, il est l'auteur de nombreux ouvrages sur le Proche-Orient.

## Armes et devises
- Lignées de Marcilly et d'Antigny : D'or à la croix ancrée de gueules, coiffées d'une couronne ducale (branches ducales Damas-Crux et Damas d'Antigny).
- Lignée de Cormaillon : Ecartelé : aux 1 et 4, d'argent à la hie (ou poteau de mer) de sable posée en bande accompagnée de 6 roses de gueules rangées en orle ; aux 2 et 3, d'or à la croix ancrée de gueules

Devise : Et fortis et fidelis (Sois Courageux et Fidèle)

## Possessions
Liste non exhaustive des possessions tenues en nom propre ou en fief de la famille de Damas :
- château d'Ambérieux-en-Dombes, à Ambérieux-en-Dombes (1743-?) ;
- château d'Audour ;
- château de Champvigy, situé à Saint-Bonnet-de-Vieille-Vigne ;
- château de Couzan ;
- château de Druyes :
- château de Maulevrier à Melay (XVIe siècle) ;
- château de Sassangy ;
- château de Tramayes (au XVIIIe siècle).

#### Ouvrages récentes
- Gustave Chaix d'Est-Ange, Dictionnaire des familles françaises anciennes ou notables à la fin du XIXe siècle, Évreux, impr. de C. Hérissey, 1903-1929 (lire en ligne), pp. 56-66, « Damas de Thianges et de Crux (de) », pp. 66-70, « Damas de Cormaillon, aujourd'hui d'Anlezy (de) ».
- Général de Chizelle, « Cousan, première baronnie du Forez et les origines de la maison de Damas », Bulletin de la Diana, t. LI, no 6,‎ 1990, p. 371-395 (ISSN 1148-7860, lire en ligne).
- Jean Mesqui, « La haute-cour du castrum de Couzan », Bulletin Monumental, t. 170, no 1,‎ 2012, p. 63 (lire en ligne).
- Édouard Perroy, « Les Damas de Couzan », Bulletin de la Diana, Montbrison, La Diana, t. XXXVII, no 7,‎ 1962, p. 204-216 (lire en ligne).
- Édouard Perroy, Les familles nobles du Forez au XIIIe s. : essais de filiation, Montbrison, La Diana, 1976 (lire en ligne), p. 267-282.

#### Ouvrages anciens
- Louis Moreri, « Cousan (Gui seigneur de) », dans Le Grand Dictionnaire Historique, ou Le mélange curieux de l'histoire sacrée et profane, t. 4, Paris, Cles des Libraires associés, 1759 (lire en ligne), p. 220-221.
- François-Alexandre Aubert de La Chesnaye Des Bois, « Damas ou Dalmas », dans Dictionnaire de la noblesse, t. V, Paris, chez la Veuve Duchesne, 1772, 2e éd. (lire en ligne), p. 463-485.
- P. Louis Lainé, « De Damas. Sires de Cousan, premiers barons du Forez », dans Archives généalogiques et historiques de la noblesse de France, ou Recueil de preuves, mémoires et notices généalogiques, servant à constater l'origine, la filiation, les alliances et les illustrations religieuses, civiles et militaires de diverses maisons et familles nobles du royaume, t. V, Paris, chez l'auteur, 1828 (lire en ligne), p. 16-42, de Damas.
- L.-Pierre Gras, « Les sires de Cousan, premiers barons de Forez », Revue Forézienne, t. 1,‎ 1867, première année, p. 201-226, 249-274 (lire en ligne),    1868, 2e année, t. 1, p. 1-8.
- Samuel Guichenon, « Damas », dans Histoire de la souveraineté de Dombes : justifiée par titres, fondations de monastères, anciens manuscrits, etc., t. 2, Lyon/Bourg-en-Bresse/Paris, Auguste Brun/Francisque Martin-Bottier/Dumoulin libraire, 1874, 2 (première édition : 1650) éd. (lire en ligne), p. 162-201.
- « Notices sur les familles nobles. Familles féodales : Damas », Bulletin de la Société héraldique, t. 1re année, no 18,‎ 25 septembre 1879, col.556-561 (lire en ligne).
- Benjamin Antoine, Histoire du Forez, Saint-Étienne, Imprimerie de Théolier, 1883 (lire en ligne).
- Maurice Bessey, Le château de Couzan : notice historique et descriptive, Châlons-sur-Marne, Imprimerie-librairie A. Robat, 1911 (lire en ligne).